# تامی همیل
تامی همیل (انگلیسی: Tommy Hamill; ۴ مارس ۱۹۲۹ – ۲۸ مارس ۱۹۹۶) بازیکن فوتبال اهل ایرلند شمالی بود.
از باشگاه‌هایی که در آن بازی کرده‌است می‌توان به باشگاه فوتبال لینفیلد اشاره کرد. وی در فهرست تیم ملی فوتبال ایرلند شمالی در جام جهانی فوتبال ۱۹۵۸ قرار داشت اما به کشور سوئد سفر نکرد.